# Web Map Service
El Web Map Service o WMS és un protocol o servei de consulta d'imatges georeferenciades de mapes a través de navegador web que són generades per un servidor de mapes a partir de bases de dades SIG.
Fou definit com a estàndard per l'OGC (Open Geospatial Consortium) l'any 1999.

## Descripció
El WMS produeix rutes d'accés a informació geogràfica en forma de mapes digitals, de manera dinàmica a través de navegador web, generats a partir de dades referenciades espacialment que estan allotjades en un servidor web. Aquest  estàndard internacional defineix un "mapa" com una representació de la informació geogràfica en forma d'un arxiu d'imatge digital convenient per a l'exhibició en una pantalla d'ordinador. Un mapa no consisteix en les dades en si. Els mapes produïts per WMS es generen normalment en un format d'imatge com PNG, GIF o JPEG, i opcionalment com gràfics vectorials en format SVG (Scalable Vector Graphics) o WebCGM (Web Computer Graphics Metafile).
L'estàndard defineix tres operacions:
1. Tornar metadades del nivell de servei.
2. Tornar un mapa els paràmetres geogràfics i dimensionals han estat ben definits.
3. Tornar informació de característiques particulars mostrades al mapa (opcionals).

Les operacions WMS poden ser invocades usant un  navegador estàndard realitzant peticions en la forma d'URLs (Uniform Resource Locators). El contingut d'aquestes URLs depèn de l'operació sol·licitada. Concretament, en sol·licitar un mapa, l'URL indica quina informació ha de ser mostrada al mapa, quina porció de la terra ha de dibuixar, el sistema de coordenades de referència, i l'amplada i l'alçada de la imatge de sortida. Quan dos o més mapes es produeixen amb els mateixos paràmetres geogràfics i grandària de sortida, els resultats es poden solapar per produir un mapa compost. L'ús de formats d'imatge que suporten fons transparents (per exemple, GIF o PNG) permet que els mapes subjacents siguin visibles. A més, es pot sol·licitar mapes individuals de diversos servidors.
El servei WMS permet així la creació d'una xarxa de servidors distribuïts de mapes, a partir dels quals els clients poden construir mapes a mida.
Les operacions WMS també poden ser invocades usant clients avançats SIG, realitzant igualment peticions en la forma d'URLs. Hi ha programari lliure, com les aplicacions GRASS, uDIG, gvSIG, Kosmo i altres, que permet aquest accés avançat a la informació remota, afegint l'avantatge de poder creuar amb informació local i disposar d'una gran varietat d'eines SIG.

## Exemples de Web Map Servers de territoris de parla catalana
Per consultar tots els serveis OGC desenvolupats a Catalunya visiteu el catàleg de dades del geoportal de la IDEC Arxivat 2013-03-17 a Wayback Machine..
| Descripció                                         | Web                                                  | Enllaç amb el servidor                                     | Àmbit territorial |
| -------------------------------------------------- | ---------------------------------------------------- | ---------------------------------------------------------- | ----------------- |
| Geoserveis de l'Institut Cartogràfic de Catalunya  | Web del ICC                                          | Llistat i integració de serveis                            | Catalunya         |
| Geoservei de l'observatori econòmic Eixos.cat      | Web d' Eixos.cat                                     | Catàleg de cartografia disponible a Eixos.cat (WMS)        | Catalunya         |
| Institut Cartogràfic Valencià                      | Web del ICV                                          | Enllaç WMS Arxivat 2010-06-22 a Wayback Machine.           | País Valencià     |
| Servidor d'imatges de satèl·lit de Catalunya CREAF | Web del SatCat Arxivat 2021-01-12 a Wayback Machine. | Servidor WMS Catàleg Arxivat 2016-10-27 a Wayback Machine. | Catalunya         |

### Catàlegs de WMS
- Geoportal IDEC Arxivat 2013-03-17 a Wayback Machine., catàleg de la Infraestructura de Dades Espacials de Catalunya
- Geoportal IDEE Arxivat 2012-10-23 a Wayback Machine., catàleg de serveis OGC desenvolupats a Espanya (castellà)
- Catàleg de serveis OGC Arxivat 2016-10-27 a Wayback Machine. del Centre de Recerca Ecològica i Aplicacions Forestals (CREAF)